# John Berkenhout
John Berkenhout est un médecin, un naturaliste et un écrivain britannique, né le 8 juillet 1726 à Yorkshire et mort le 3 avril 1791 à Besselsleigh, près d’Oxford.

## Biographie
Il est le fils d’une marchand danois, John Berkenhout, installé dans le Yorkshire, et d’Anne née Kitchingman. Il fait ses études à la Leeds Grammar School. Il sert dans les armées prussiennes (où il le rang de capitaine) et britanniques avant de terminer ses études dans les universités d'Édimbourg et de Leyde. Il y obtient un titre de docteur en médecine en 1765. C’est durant son séjour à Édimbourg qu’il publie Clavis Anglicat Linguae. Il fait paraître plusieurs publications sur l’histoire naturelle, dont Outlines of the Natural History of Great Britain and Ireland (1769) et Synopsis of the Natural History of Great Britain and Ireland (1789). C’est dans cet ouvrage que Berkenhout, et non Carl von Linné (1707-1778) comme il est souvent affirmé, fait paraître la description du rat brun (Rattus norvegicus). Il sert comme émissaire britannique dans les colonies durant la révolution américaine.

## Liste partielle des publications
- Pharmacopoeia medici, 1766.

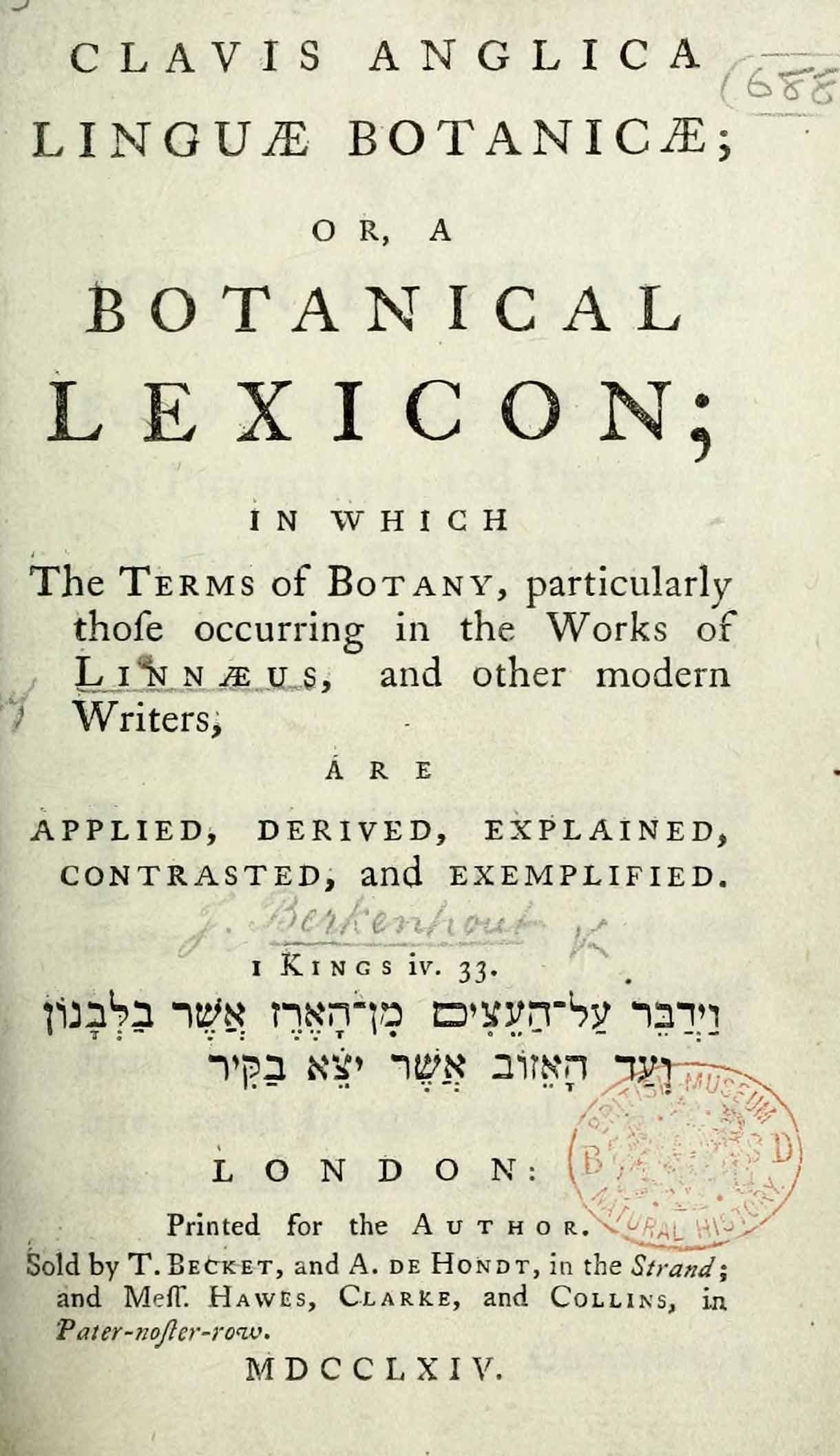
Clavis anglica linguae botanicae, 2e édition, 1764

- (la) Clavis anglica linguae botanicae, Édimbourg, 1ere édition, 1762
  - (la) Clavis anglica linguae botanicae, Londres, Thomas Becket & Peter Abraham De Hondt, 1764, 2e édition éd. (lire en ligne)
- Outlines of the Natural History of Great Britain and Ireland, 3 voll., 1769-1771.
- Biographia Literaria, or a Biographical History of Literature, containing the lives of English, Scotch, and Irish authors, from the dawn of letters in these kingdoms to the present time, chronologically and classically arranged, 1777.
- Lucubrations on Ways and Means, 1780.
- An Essay on the Bite of a Mad Dog, 1783.
- Symptomatology, 1784.
- First lines of the theory and practice of philosophical chemistry, London. Cadell, 1788.
- Synopsis of the Natural History of Great Britain and Ireland. Containing a Systematic Arrangement and Concise Description of all the Animals, Vegetables, and Fossils, which have hitherto bee discovered in These Kingdoms. Being a Third Edition of the Outlines, &c., deux volumes, T. Cadell, Londres; réédité en 1795.
- A volume of letters from Dr. Berkenhout to his son at the university, J. Archdeacon for T. Cadell, Cambridge. (lire en ligne)

## Note
1. ↑  Certaines sources donnent 1730.

## Sources
- Traduction de l'article de langue anglaise de Wikipédia (version du 7 février 2007).
- (en) The Revolutionary Diplomatic Correspondence